# Parc Zoològic de San Diego
El Parc Zoològic de San Diego al Parc Balboa, San Diego, és un dels zoològics més progressistes del món, amb més de 4.000 animals i més de 800 espècies. A més, és un dels pocs parcs zoològics del món que allotja al panda gegant.
La Societat Zoològica de San Diego, una entitat sense ànim de lucre, gestiona les 40 hectàrees de terreny que formen el parc, les quals li són llogades per la ciutat de San Diego, que manté la propietat de tots els animals, l'equip i altres actius. El zoo és membre acreditat de l'Associació de Zoològics i Aquaris i l'Associació Americana de Museus, i membre de l'Associació Zoològica d'Amèrica i de l'Associació Mundial de Zoos i Aquaris.

## Història
| « | Original en anglès: Wouldn't it be wonderful to have a zoo in San Diego? I believe I'll build one. | » |

| « | Traducció al català: No seria meravellós tenir un zoo a San Diego? Crec que en construiré un. | » |

El zoo de San Diego es va crear a partir d'exhibicions d'animals exòtics abandonats després de l'Exposició Panamà-Califòrnia del 1915. El Dr. Harry M. Wegeforth va fundar el 2 d'octubre de 1916 la Societat Zoològica de San Diego, seguint els precedents establerts per la Societat Zoològica de Nova York al Zoo del Bronx, servint-ne com a president fins al 1941. Una extensió de terres del Parc Balboa va ser deixada l'agost del 1921, i el zoo va començar les seves activitats l'any següent.
Ellen Browning Scripps va finançar una tanca al voltant del parc zoològic perquè aquest pogués començar a cobrar una entrada per compensar els costos. La publicació ZooNooz va començar a principis de 1925.
Frank Buck va signar el 13 de juny de 1923 un contracte de 3 anys, com a director del zoo de San Diego, havent estat recomanat pel Dr. William Temple Hornaday, director del zoo del Bronx, al Dr. Wegeforth. No obstant això, només va exercir en el seu càrrec durant 3 mesos, donat que va topar amb el fort caràcter del Dr.Wegeforth i va dimitir, per tornar a dedicar-se a la recollida d'animals.
El 1932, un assessor del comtat de San Diego va organitzar una subhasta per vendre animals, per poder pagar les taxes que el zoo tenia pendents de pagament. La maniobra no generar cap interès i el zoo va quedar en propietat de la ciutat.
Després de diversos directors del zoo que van durar poc temps, el Dr. Wegeforth va anomenar com a secretaria executiva, de facto directora del zoo, a la comptable del zoo, Belle Benchley, la qual va rebre el títol de directora del zoo uns anys més tard. Amb aquest càrrec va servir al zoo entre 1925 i 1953, i durant bona part d'aquest temps va ser l'única directora de zoo del món. El 1953 va ser substituïda pel Dr. Charles Schroeder.
El zoo de San Diego va ser pioner en realitzar exhibicions "sense gàbies". Des del primer moment, el Dr. Wegeforth estava decidit a crear exhibicions envoltades d'aigua, pel qual el 1922 es va obrir la primera zona de lleons del zoo de San Diego sense tanques de cables.
Fins als anys 60, els menors de 16 anys eren admesos lliurement, independentment de si anaven acompanyats d'un adult.
El Centre de Reproducció d'Espècies Amenaçades (CRES) del zoo es va crear el 1975, a instàncies del Dr. Kurt Benirschke, el qual en va esdevenir el primer director. El CRES va canviar el seu nom pel de Conservació i Recerca d'Espècies Amenaçades el 2005, per tal que el seu nom reflexes millor la seva missió. El 2009 va ser ampliat significativament per esdevenir l'Institut de Recerca de la Conservació.

## Conservació
El zoo de San Diego és una institució molt activa pel que fa a esforços de conservació i preservació de les espècies. El seu Institut de Recerca de la Conservació (anteriorment Centre de Reproducció d'Espècies Amenaçades) cria còndors de Califòrnia, pandes gegants, tigres, rinoceronts negres, i un gran nombre d'espècies en perill d'extinció. Moltes espècies són criades en captivitat per, si s'escau, alliberar-les en el seu hàbitat natural. Hi treballen nombrosos genetistes, citòlegs, i veterinaris i es manté un centre de criopreservació d'esperma i ous d'espècies rares, anomenat el zoològic congelat.

## Trets

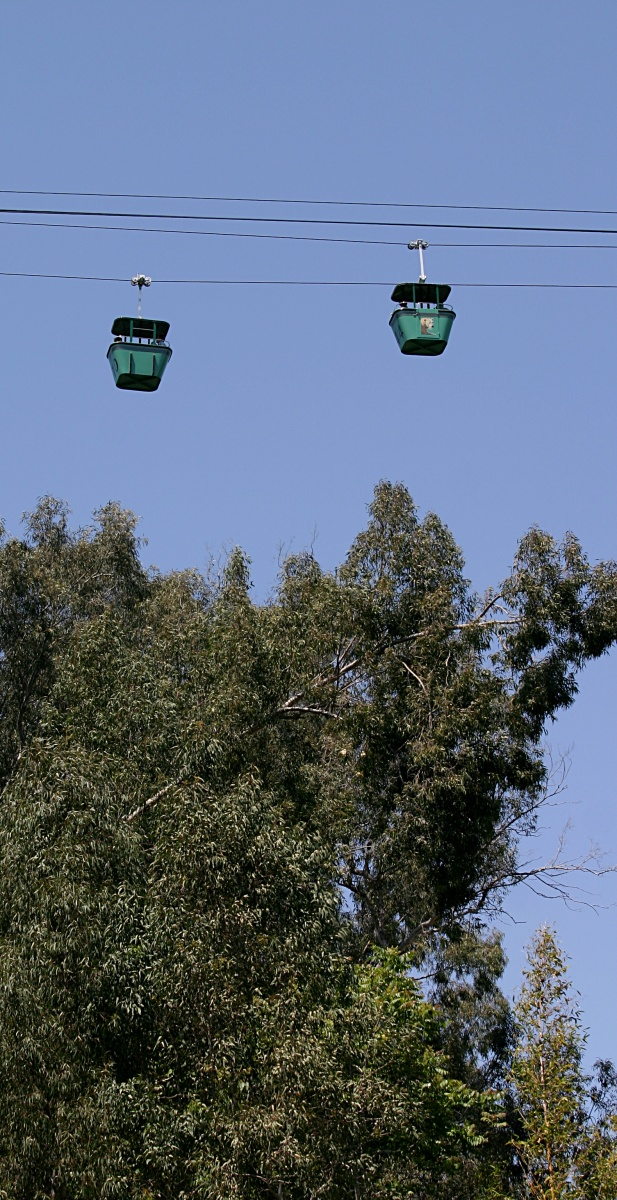
Dues góndoles aèries del telecabina

El zoo ofereix una visita guiada amb bus, que recorre el 75% del parc. A més, hi ha un telecabina anomenat "Skyfari", que permet un vista aèria del zoo. L'Skyfari va ser construït el 1969 per la companyia de tramvies de Berna Von Roll (tipus Von Roll 101).
Sovint les exposicions estan dissenyades al voltant d'un hàbitat particular. Dins la mateixa exposició es troben caracteritzats diferents animals que conviuen a la natura, juntament amb plantes natives. Els hàbitats de les exposicions van des d'una selva tropical africana (amb els goril·les) a la taigà i la tundra àrtiques a l'estiu (amb els ossos polars). A més tenen alguns dels aviaris de vol lliure més grans que existeixen. Molts dels objectes exposats són "naturals" amb fils invisibles i persianes fosques (per veure les aus), i les piscines i fossats a l'aire lliure (per als grans mamífers).
El zoo de San Diego també gestiona el San Diego Zoo Safari Park, que mostra els animals en un entorn més ampli que el zoo. Els animals s'intercanvien regularment entre els dos llocs, així com entre el zoo de Sant Diego i altres parcs zoològics d'arreu del món, seguint les recomanacions del Pla de Supervivència d'Espècies (SSP).
El zoològic de San Diego és un dels pocs zoològics grans del món, on gairebé totes les seves exposicions són a l'aire lliure. De fet, l'únic edifici d'exposicions important és la casa dels rèptils.
Moltes plantes i animals s'adapten bé al seu clima marítim fresc i assolellat. A més d'una extensa col·lecció d'aus, rèptils i mamífers, també té un arborètum, amb una important col·lecció de plantes rares. Com a part de les seves feines de jardineria, es planten alguns aliments d'animals rars. Per exemple, el zoològic cultiva 40 varietats de bambú per als pandes de la Xina, que es troben en règim de préstec a llarg termini, i manté 18 varietats de d'eucaliptus per alimentar els seus coales.

## Exhibicions

### Monkey Trails and Forest Tales
Monkey Trails mostra micos i altres animals de les selves d'Àsia i Àfrica, i va substituir a una antiga exposició anomenada Monkey Yard. Monkey Trails és la llar principalment de micos com els cercopitecs, els mangabeis, i els mandrils, però també mostra altres espècies d'animals com els porcs senglars de les Visayas. Els hipopòtams nans, els cocodrils de Guinea, i moltes altres espècies de tortugues i peixos es poden veure en exhibicions aquàtic-terrestres a llocs amb vistes subaquàtiques. L'Scripps Aviary és la llar de molts ocells colorits com el Cinnyricinclus leucogaster, els Pogoniulus, i l'ocell republicà. En exposicions més petites es mostren molts rèptils i amfibis com la tortuga de les escletxes, i moltes espècies d'artròpodes com la panerola xiuladora. Monkey Trails fa servir un nou mètode per mostrar els animals que s'enfilen als arbres, elevant una passarel·la al llarg de l'exhibició. A més, algunes de les manifestacions horticulturals inclouen ficus, cicadofitins, i un jardí de pantà.

### Panda Research Station

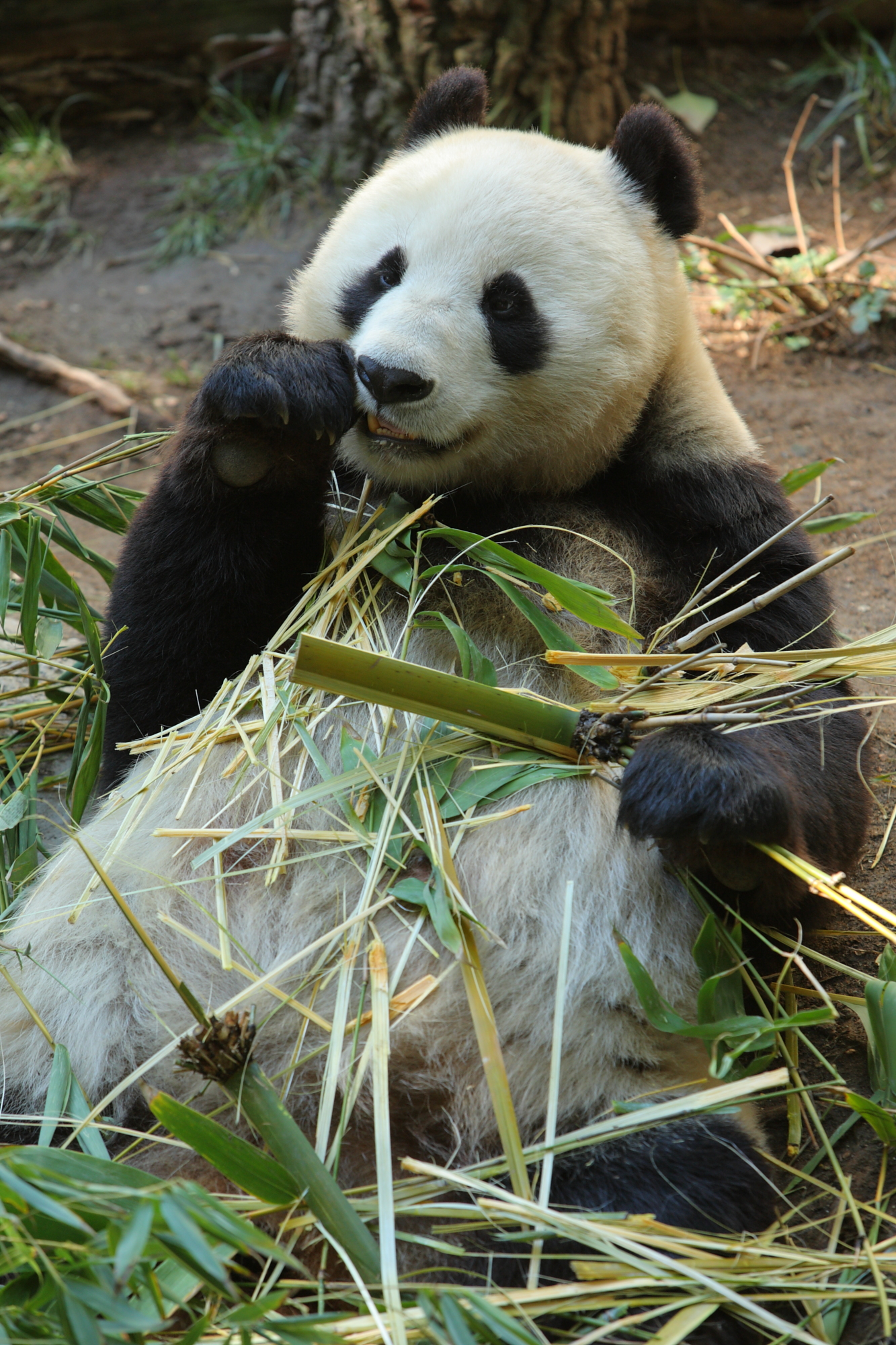
Bai Yun

Cap a setembre de 2008, el zoo de San Diego Zoo era un dels quatres zoos que mostraven pandes gegants als Estats Units, i el de més èxit en termes de reproducció d'aquesta espècie. Hi van néixer les dues primeres cries de panda gegant que van sobreviure fins a l'edat adulta als Estats Units, Hua Mei (filla de Bai Yun i Shi Shi) i Mei Sheng (fill de Bai Yun i Gao Gao), el 1999 i el 2003, respectivament. Des d'aleshores, Bai Yun i Gao Gao, dos pandes gegants que viuen al zoo de San Diego, han tingut 3 cries més, les femelles Su Lin i Zhen Zhen i el mascle Yun Zi. Totes aquestes cries, amb l'excepció de Yun Zi, han estat enviades a la Xina per participar en un programa de cria. A més de poder-se veure a aquesta rara espècie d'animal, el veí Giant Panda Discovery Center ofereix exhibicions interactives que permeten al visitant experimentar, de primera mà, els sons i olors que emeten els animals.

### Polar Bear Plunge
El Polar Bear Plunge, que va ser renovat el març de 2010, allotja més de 30 espècies que viuen a l'Àrtida. Els principals animals de l'àrea són els 3 ossos polars Kalluk, Chinook, i Tatqiq. Altres animals que viuen al Polar Bear Plunge són el ren o caribú, la guineu àrtica, i l'os rentador. També hi ha una zona per observar els ossos polars nedant sota l'aigua. A més, hi podem trobar aviari àrtic, que és la llar d'ànecs bussejadors com el morell capblanc, l'ànec arlequí, el bec de serra petit o l'ànec glacial. Dins l'aviari es troben més de 25 espècies d'ànec. Les manifestacions del món vegetal inclouen algunes espècies de la subfamília Sequoioideae, diversos pins i algunes plantes del gènere Arctostaphylos.

### Ituri Forest
Basada en l'autèntic bosc d'Ituri, aquesta exposició mostra diferents espècies animals dels boscos d'Àfrica. Animals com el cercopitec d'Allen, el cercopitec de nas blanc petit, la llúdria de coll tacat, el porc senglar de riu o el búfal africà, es poden trobar coexistint dins d'exposició. Un dels aspectes més destacats de l'aventura africana són els ocapis. Aquests familiars de la girafa es veuen rarament en els parcs zoològics i amb prou feines tenen presència a la naturalesa. Alguns dels habitants més prominents del bosc d'Ituri viuen dins de l'exposició de l'hipopòtam, que inclou una àrea de visió subaquàtica i diverses espècies de peixos exòtics, com ara la tilàpia, a més dels colorits turacs. Al bosc hi resideixen més de 30 espècies d'aus, entre les quals destaca per la seva espectacularitat el paó del Congo. Del regne de les plantes cal destacar, entre d'altres, el bananer, l'arbre de les botifarres i el bambú.

### Elephant Odyssey
Aquesta exposició va obrir el 26 de maig de 2009 en una zona abans coneguda com a "Hoof and Horn Mesa". El seu principal tret són els 10.000 m² que ocupa l'hàbitat de l'elefant, més de 3 cops la mida de l'anterior exposició, en el que solia ser l'"Elephant Mesa" (actualment "Urban Jungle"). El ramat està format per un mascle (Ranchipur) i vuit femelles (Tembo, Devi, Sumithi, Cha Cha, Mary, Cookie, Tina i Jewel), a més de les mescles d'un elefant africà i dos asiàtics del ramat del Zoo, amb quatre elefants asiàtics del "Wild Animal Park". L'exihició de l'Elephant Odyssey també compta amb una visió del passat amb el portal de fòssils i estàtues a mida natural, de criatures antigues del sud de Califòrnia, al costat de les exposicions dels seus homòlegs actuals. De la representació de la vida antiga destaquen el mamut colombí, el dents de sabre, el lleó americà, Buteogallus daggetti i el megateri. A més es mostren animals actuals com els lleons, els jaguars, els tapirs, els guanacs, els capibares, els peresosos, els secretaris, els escarabats piloters, els escarabats d'aigua, els escorpins del desert, els anurs, els pleurodelins, les tortugues, els dromedaris, els antílops americans, els cavalls, els burros, les llames, els escurçons, i per primer cop al zoo, el còndor de Califòrnia.

## Zoo Corps
El Zoo Corps és un programa de voluntariat del zoo de San Diego que recluta estudiants de secundària, entre 13 i 16 anys, per ensenyar als visitants com són els animals que estan veient i quin és el seu lloc dins l'ecosistema. Els objectius són la promoció de l'educació pública sobre animals i la seva conservació, i ajudar els estudiants a desenvolupar la seva capacitat de parlar en públic. El programa es porta a terme durant l'any en dues sessions, una del maig al novembre i l'altre del gener al maig. Se suposa que els seus membres han de ser voluntaris durant, com a mínim, un mes.
El programa fa servir una sèrie de "caixes d'eines", que es troben distribuïdes arreu del zoo, i que contenen objectes que es poden fer servir per explicar perquè un animal està en perill o per mostrar la seva forma de vida.

## Cultura
- Els trets disparats al zoo privat de la finca Xanadu de la pel·lícula Ciutadà Kane d'Orson Welles (1941), van ser filmats al zoo de San Diego.[15]
- El zoo de San Diego va ser el lloc on es va filmar la sèrie documental de televisió Zoorama.[16]
- Els zoos de San Diego i Saint Louis són esmentats freqüentment a la sèrie de dibuixos animats de l'ós Iogui, com a possibles destins on aquest podria ser enviat si provocava massa aldarulls al parc de Yellowstone. A la pel·lícula Hey There, It's Yogi Bear! del 1964, Iogui és enviat al zoo de San Diego, sent la seva fugida la trama.
- A més dels esforços publicitaris normals, i la pàgina web, el zoo també va produir, durant anys, un programa curt de televisió amb Joan Embery, la qual va portar diversos animals, prestats pel zoo, als programes The Tonight Show Starring Johnny Carson (entre 1971 i 1987) i The Tonight Show with Jay Leno ((entre 1993 i 2008).[17]
- El zoo va ser un escenari important a la pel·lícula Anchorman: The Legend of Ron Burgundy (2004), encara que el rodatge es va dur a terme a l'antic zoo de Los Angeles.[18]
- A la pel·lícula d'animació per ordinador Madagascar (DreamWorks), els animals del zoo de Central Park creuen que es troben al zoo de San Diego quan arriben a Madagascar: "Platges de sorra blanca; entorns naturals hàbilment simulats; recintes oberts. Ja et dic, això podria ser el zoo de San Diego. Acabat amb roques falses."[19] A la continuació Madagascar 2, també creuen que s'han estavellat al zoo de San Diego quan veuen una reserva amb un bonic llac i una pila d'animals.[20]
- El disc Pet Sounds dels Beach Boys (1966) té una coberta i diverses fotografies del zoo.[21]
- El disc Wasps' Nests dels The 6ths inclou una cançó amb el títol San Diego Zoo,[22] que conté l'adreça completa per arribar al zoo.
- A la pel·lícula The Lost World: Jurassic Park es parla, tot i que realment no apareix, del zoo.[23]
- El primer video de YouTube, Me at the zoo, va ser registrat al zoo de San Diego Zoo i carregat al lloc web el 23 d'abril de 2005 pel seu cocreador, Jawed Karim.[24][25]

## Curiositats
- L'únic coala albí que hi ha en un parc zoològic va néixer l'1 de setembre de 1997, al zoo de San Diego i va ser anomenat Onya-Birri, que significa "nen fantasma" en la llengua dels aborígens australians.[26] A més, té la major població de coales de fora d'Austràlia.
- L'orangutan Ken Allen es va fer famós durant la dècada de 1980, a l'estiu de 1985, per escapar-se en diverses ocasions d'un recinte, que suposadament era a prova de fugides.[27]